# 朱珵坦
保定惠順王朱珵坦（？—1600年），明朝瀋藩第一代保定王，瀋宣王朱恬烄嫡次子。

## 生平
嘉靖三十八年（1559年）十月，明世宗遣武安伯鄭崑等為正使，翰林院修撰唐汝楫等為副使，持節冊封朱珵坦為保定王。
朱珵坦通曉古今，長於著文，琴書尤妙，著有《清苑山房集》。
萬曆二十八年（1600年），朱珵坦去世，五年後的萬曆三十三年（1605年）其庶長子朱效鑍嗣位。